# Eduard Adrian Dussek

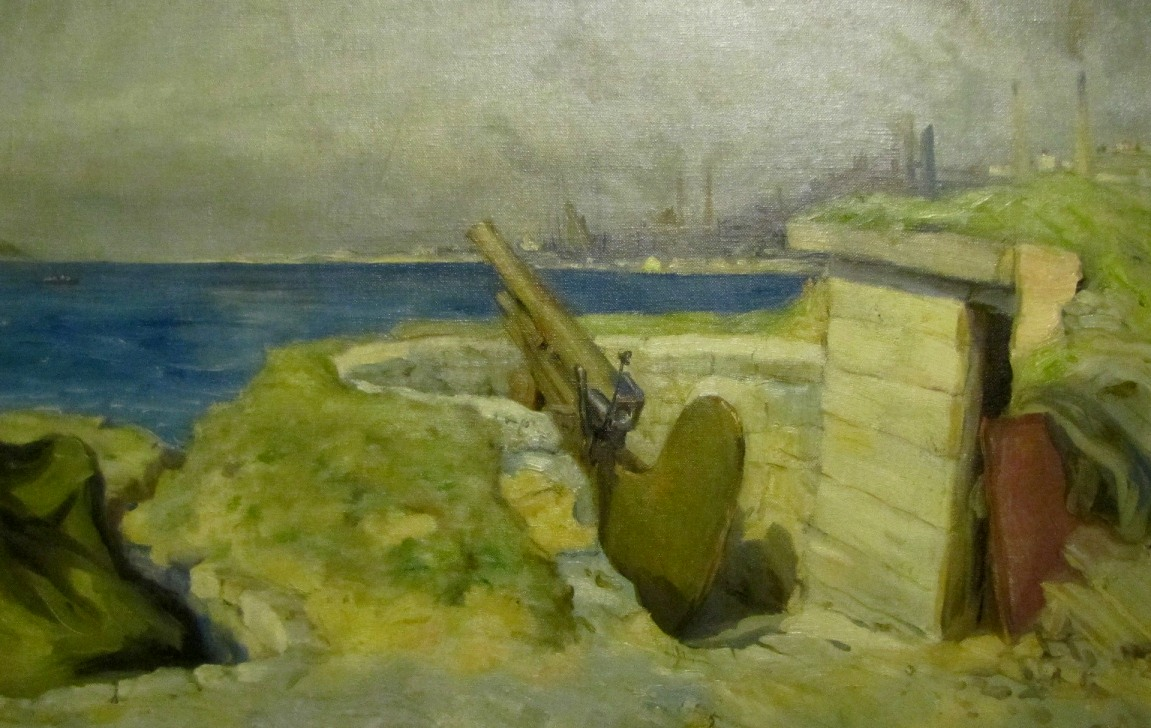
Fliegerabwehrgeschütz in San Saba bei Triest (HGM).

Eduard Adrian Dussek (* 24. März 1871 in Klyussó/Ungarn; † 12. November 1930 in Wien) war ein österreichisch-ungarischer Genremaler.

## Leben
Dussek studierte Rechtswissenschaften, ehe er sich der Malerei zuwandte. Er studierte erst in Budapest, danach an der Münchener und Wiener Akademie unter Siegmund L’Allemand (1890–1897). Er war Mitglied der Deutschen Kunstgenossenschaft und des Albrecht-Dürer-Bundes. 1909 erhielt er den Ehrenpreis der Stadt Wien für ein Damenporträt, 1910 die Silber- und 1928 die Goldmedaille.
Am Ersten Weltkrieg nahm er als Kriegsmaler im k.u.k. Kriegspressequartier teil, in dessen Kunstgruppe er 1915 als Mitglied aufgenommen wurde. Er malte und zeichnete in Belgrad und an der Isonzofront, wo er 1917 eine Gasvergiftung durch eine Fliegerbombe erlitt. Entgegen dem Usus des Kriegspressequartiers, Arbeiten von Kriegsmalern nur in Gemeinschaftsausstellungen zu zeigen, erhielt Dussek 1918 die Genehmigung für eine Separat-Ausstellung seiner Werke im Militärkasino in Wien, wo auch mehrere Darstellungen von Fliegerabwehrgeschützen und feindlichen Fliegern zu sehen waren.
In seinen letzten Lebensjahren musste er sich als Restaurator und Zeichenlehrer über Wasser halten. 1930 starb er in geistiger Umnachtung in Wien.

## Werke (Auswahl)
- Fliegerabwehrgeschütz in San Saba bei Triest, 1915, Öl auf Leinwand, 45 × 60 cm (Heeresgeschichtliches Museum Wien)